# Бюро де Ла Рів'єр
Бюро де Ла Рів'єр (фр. Bureau de La Rivière; бл. 1340 — 16 серпня 1400, Парижі) — французький політичний діяч, камергер і радник королів Карла V і Карла VI.

### Біографія
Син Жана II де Ла Рів'єра (пом. 1346/49) та Ізабо д'Ангеран (пом. 1363).
Представник роду, засновником якого вважається Жан, з 1171 перший сеньйор де Ла Рів'єр. Ще в юності, в 1358, познайомився з дофіном — майбутнім королем Карлом V, з яким був приблизно одного віку, став його другом і довіреною особою. Карл, вступивши на престол, призначив Бюро своїм камергером і радником. З 1365 — головний королівський камергер (змінив на цій посаді свого померлого брата Жана). 1376 року брав участь у мирних переговорах з англійцями.
У 1379 — один з воєначальників французької армії під час походу в Бретань.
За заповітом Карла V — член опікунської ради при малолітньому Карлі VI. Наприкінці 1380 через обвинувачення у зносинах з англійцями його відсторонили від справ дядьки короля — герцоги Людовик Анжуйський, Іоанн Беррійський і Філіп Бургундський. Проте за радника заступився конетабль Олів'є де Клісон, який завдячував Бюро де Ла Рів'єру своїм призначенням на посаду. За оповіддю середньовічного історика, на очах у всього двору він кинув рукавичку, і ніхто не наважився прийняти виклик.
З 1388 року, коли Карл VI позбавився опіки герцогів, Бюро де Ла Рів'єр став одним із «мармузетів», групи радників молодого короля, які фактично керували французькою державою. Однак 1392 року король збожеволів, і принци, дядьки короля, знову захопили владу. Бюро де Ла Рів'єра заарештували в своєму замку Оні, його володіння конфіскували. Утримували спочатку у Луврі, потім у Бастилії.
1394 року, в період тимчасового просвітління розуму, король зажадав до себе свого міністра. Дізнавшись, що того ув'язнено, Карл VI наказав звільнити Бюро де Ла Рів'єра (що й зроблено 31 січня) та повернути йому конфісковане майно. Однак король, для його ж безпеки, заборонив йому жити в столиці, і Бюро де Ла Рів'єр виїхав у свій замок Тур-дю-Пен у Дофіне. Потім йому дозволили повернутися.
Помер 16 серпня 1400 року в Парижі. Відповідно до волі короля Карла V похований у базиліці Сен-Дені біля його ніг разом із Бертраном Дюгекленом та Луї де Сансером.

#### Володіння
13 червня 1366 року отримав від короля сеньйорію Сезі (Césy) в Бургундії. 20 жовтня 1370 року купив у Перронелли, дружини Клемана Руо на прізвисько Трістан, сеньйорії Сен-Моріс-ан-Тізуайль і Корвол-д'Амбернар. 8 липня 1377 року купив у Жана Ла Персонн сеньйорії Марсі й Нанне.

##### Сім'я
Дружина (весілля 8 березня 1360 року) — Маргарита д'Оно (бл. 1346—1418), дама д'Оно і де Рошфор (купила сеньйорію Рошфор 1380 року в Ізабелли де Русі, дочки Роберта де Русі). Діти:
- Ізабелла, дружина сеньйора де Сен-Врена;
- Шарль (пом. 1432), граф де Даммартен (1400—1402, за правами дружини), сеньйор де Ла Рів'єр, Воно, Рошфор, Кресі, Мондубло і Сесі, радник короля Карла VI;
- Жанна, дама д'Єр, дружина адмірала Жака I де Шатільона[fr];
- Жак (пом. 1413), сеньйор Шассі та Оно, камергер Людовика I Орлеанського.
- П'єрета, дружина Гі VI де Ла Рош-Гюйона.